# Музей Піо-Крістіано

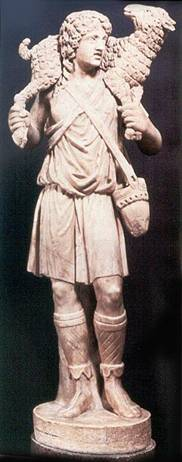
Добрий Пастир

41°54′23″ пн. ш. 12°27′14″ сх. д. / 41.9065° пн. ш. 12.4538° сх. д.
Музей Піо-Крістіано (італ. Museo Pio-Cristiano) — один з музеїв Ватикану. Присвячений збіркам ранньохристиянських творів мистецтва, знайдених у римських катакомбах. Музей був заснований за наказом папи Пія IX в 1854 році і спочатку розташовувався у палаці Латеран; Папа Іван XXIII переніс його у Ватикан. Виставка в нових залах музею була відкрита 15 червня 1970 року. У колекції музею знаходяться саркофаги, прикрашені рельєфами і малюнками з античними сюжетами які отримали нове значення: Орфей — Христос, Адоніс — пророк Іона. Саркофаги розташовані з хронологічному порядку, по типу і іконографії. Фігури і малюнки не втратили в період раннього християнства своєї естетичної цінності, проте головним стало їх символічне значення.
- До найвідоміших творів колекції відноситься Добрий Пастир — ця скульптура раніше була частиною саркофага (IV століття), відреставрована в XVIII столітті.
- Інші саркофаги: саркофаг Сабіна — 315 м, епізоди з Нового Завіту та апокрифічні розповіді з життя св. Петра
- саркофаг двох братів — 350 р.
- так званий догматичний саркофаг — 325—350 рр.